# Il est cinq heures
 (janvier 2010).
Si vous disposez d'ouvrages ou d'articles de référence ou si vous connaissez des sites web de qualité traitant du thème abordé ici, merci de compléter l'article en donnant les références utiles à sa vérifiabilité et en les liant à la section « Notes et références ».
Albums de Jacques Dutronc
Jacques Dutronc (album 1966) Jacques Dutronc (1969)
Il est cinq heures  est un album de Jacques Dutronc.

## Le disque
Il est également appelé Comment elles dorment ? comme le premier morceau de l'album.
Il fait partie des séries des premiers 33 tours de l'artiste (entre 1966 et 1970) où on insère le disque dans la pochette après ouverture de celle-ci.
Le volet avant, constitué d'un simple carton dont une face glacée, étant souvent sollicité sur la tranche (ouverture fréquente, disque appuyant sur la tranche si mal rangé), il est assez difficile de trouver la pochette dans un très bon état.
Comme pour le 45 tours 4 titres Il est cinq heures, Paris s'éveille (figurant sur le présent album), une édition de l'album contient la mention « Guilde internationale du disque ».
Cette mention figurera également sur une édition de l'album de 1971.

## Les chansons
Les titres de l'album comprennent l'ensemble des morceaux de trois 45 tours (4 titres) : La Publicité, Il est cinq heures, Paris s'éveille et Le Courrier du cœur.
Cet album comporte les premiers morceaux créditant Anne Segalen comme coautrice des paroles. Son titre-phare, Il est cinq heures, Paris s'éveille, se classera no 5 en France, mais également no 3 aux Pays-Bas. C'est le flûtiste classique Roger Bourdin qui joue de la flûte dans ce morceau. On trouve également sur ce disque Fais pas ci, fais pas ça, qui sert aujourd'hui de générique musical à la série de télévision du même nom, ainsi que Le plus difficile (classé no 9 en France), et Hippie hippie hourrah, qui sera repris plus tard par le groupe Black Lips.

## Liste des chansons
Toutes les paroles sont écrites par Jacques Lanzmann et Anne Segalen, toute la musique est composée par Jacques Dutronc.
| No  | Titre                                                                             | Durée |
| --- | --------------------------------------------------------------------------------- | ----- |
| 1.  | Comment elles dorment                                                             | 3:14  |
| 2.  | Fais pas ci, fais pas ça                                                          | 1:43  |
| 3.  | La Métaphore                                                                      | 3:20  |
| 4.  | La Publicité                                                                      | 2:26  |
| 5.  | L'Augmentation                                                                    | 2:36  |
| 6.  | Hippie hippie hourrah                                                             | 3:13  |
| 7.  | Il est cinq heures, Paris s'éveille (solo de flûte traversière par Roger Bourdin) | 2:55  |
| 8.  | Les Métamorphoses                                                                 | 2:27  |
| 9.  | Ça prend, ça n'prend pas                                                          | 3:24  |
| 10. | Les Rois de la réforme                                                            | 2:29  |
| 11. | Le Courrier du cœur                                                               | 2:11  |
| 12. | Le Plus difficile                                                                 | 2:44  |